# Rubim
Rubim es un municipio brasileño del estado de Minas Gerais. Su población estimada en 2007 era de 9 561 habitantes.